# 尤里·弗拉基米罗维奇·彼得罗夫
尤里·弗拉基米罗维奇·彼得罗夫（俄语：Юрий Владимирович Петров，1939年1月18日—2013年10月24日），男，下塔吉尔人，前苏联及俄罗斯联邦政治人物，外交官。苏联共产党中央委员会委员。叶利钦的亲信。

## 生平
1939年生于下塔吉尔。1957年随家人搬至斯維爾德洛夫斯克。1959年至1962年在乌拉尔军区服役。1962年10月加入苏联共产党。1966年毕业于乌拉尔工学院。
1974年12月至1977年2月担任苏共下塔吉尔市委第一书记。1985年至1988年间担任苏共斯維爾德洛夫斯克州委第一书记。1987年任苏联最高苏维埃联盟院交通邮电委员会主席。1988年至1991年任苏联驻古巴特命全权大使。1991年8月至1993年1月任俄罗斯联邦总统办公厅主任。1993年2月至2001年5月担任国家投资公司总裁。2003年2月退休。
2013年10月24日病逝，葬于特罗耶库罗夫公墓。
荣获劳动红旗勋章两枚，荣誉勋章一枚，奖章多枚。